# Ženska košarkaška reprezentacija Ujedinjenog Kraljevstva
Ženska košarkaška reprezentacija Velike Britanije predstavlja taj dio UK-a u međunarodnoj ženskoj košarci. Košarkaške organizacije Engleske, Škotske i Walesa odlučile su 1. prosinca 2005. sastaviti zajedničku momčad s obzirom na to da je London izabran za domaćina OI 2012. Sjevernoirske igračice obično igraju za irsku reprezentaciju tako da nije stvorena reprezentacija Ujedinjenog Kraljevstva.

## Nastupi na velikim natjecanjima

### Olimpijske igre
- 2012.:

### Europska prvenstva
- 2011.: 9. mjesto

## Sastav (OI 2012.)
| Ime i prezime     | Klub                           |
| ----------------- | ------------------------------ |
| Dominique Allen   | Oral Roberts University        |
| Rose Anderson     | University of Central Oklahoma |
| Kim Butler        | Palacio de Congresos de Ibiza  |
| Stef Collins      | UWIC Archers                   |
| Temi Fagbenle     | Harvard University             |
| Chantelle Handy   | Aris Solun                     |
| Jo Leedham        | AZS PWSZ Gorzów Wielkopolski   |
| Julie Page        | ESB Villeneuve-d’Ascq          |
| Natalie Stafford  | Sydney Flames                  |
| Azania Stewart    | University of Florida          |
| Rachael Vanderwal | University of Limerick         |
| Jenaya Wade-Fray  | bez kluba                      |
| Tom Maher         |                                |